# Laurențiu Dumănoiu
Laurențiu Dumănoiu (Râmnicu Vâlcea, 23 giugno 1951 – 21 ottobre 2014) è stato un pallavolista rumeno.
Ha preso parte ai Giochi della XX Olimpiade, nel 1972 a Monaco di Baviera e ai Giochi della XXII Olimpiade, svoltisi nel 1980 a Mosca.
Nel 1972 la squadra della Romania si è classificato al 5º posto. Dumănoiu ha giocato in tutte e sette gli incontri.
Nel 1980 ha vinto la medaglia di bronzo, giocando in tutti e sei gli incontri.